# 浮羽発着所

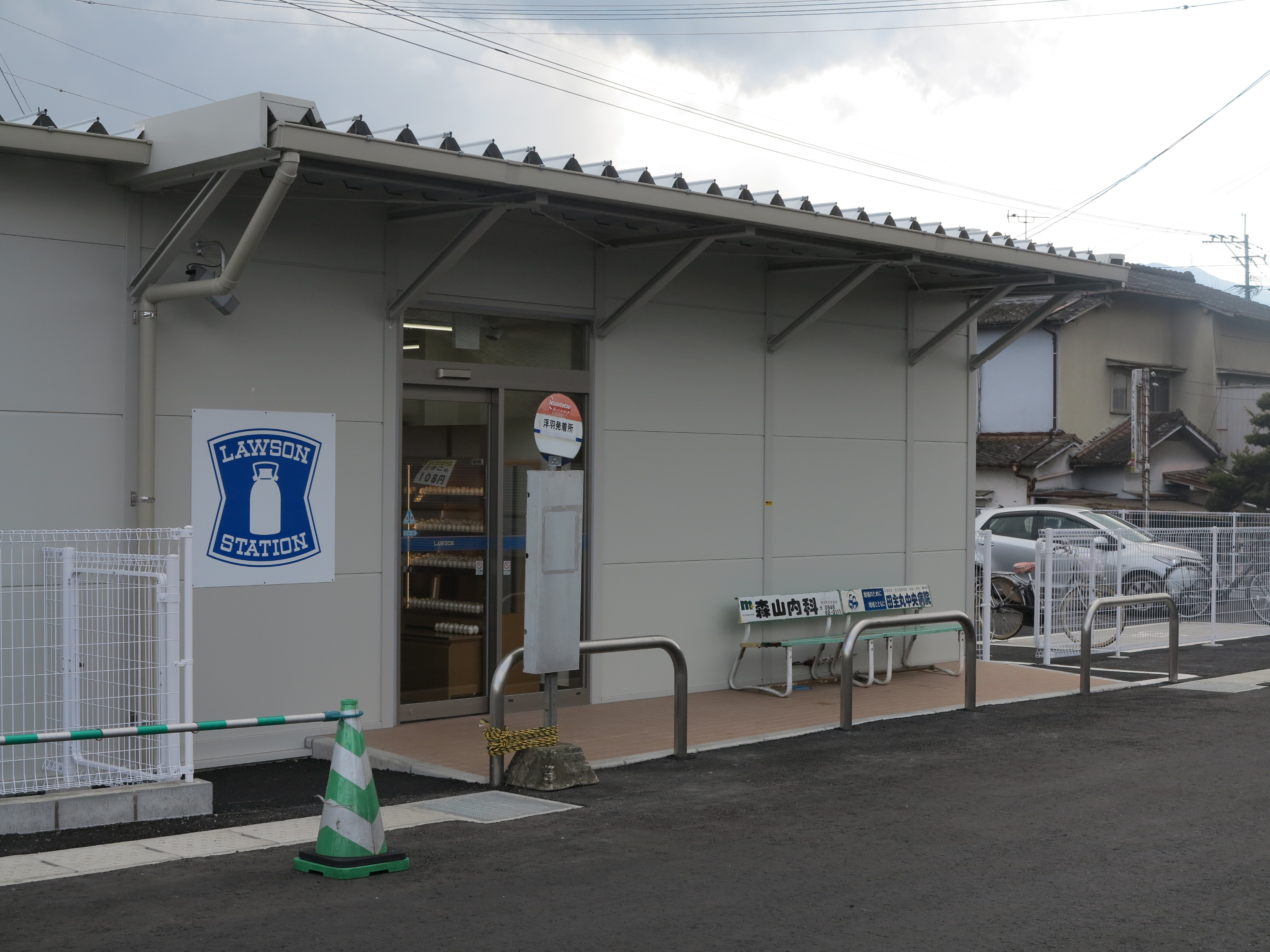
浮羽発着所

浮羽発着所（うきははっちゃくしょ）は、福岡県うきは市浮羽町朝田にある西鉄バス久留米のバス停留所である。

## 概要
国道210号沿いに位置し、現在は西鉄久留米バスセンターから出発する一般路線バスの東端の終着地である。現在JR久留米駅・大学病院～浮羽発着所間を運行している「久留米～吉井線」の路線新設とともに上千足停留所として設置された。現在は久留米方面からの折り返し場としてのみ使用されるが、かつては福岡空港方面の高速バスや日田・高塚方面の路線も存在した。
設置当初の名称が「上千足」だったことから「千足発着所」の名称が使用されることもあったが、放送や路線図における案内は2003年以降「浮羽発着所」で統一された。

## 構造・設備

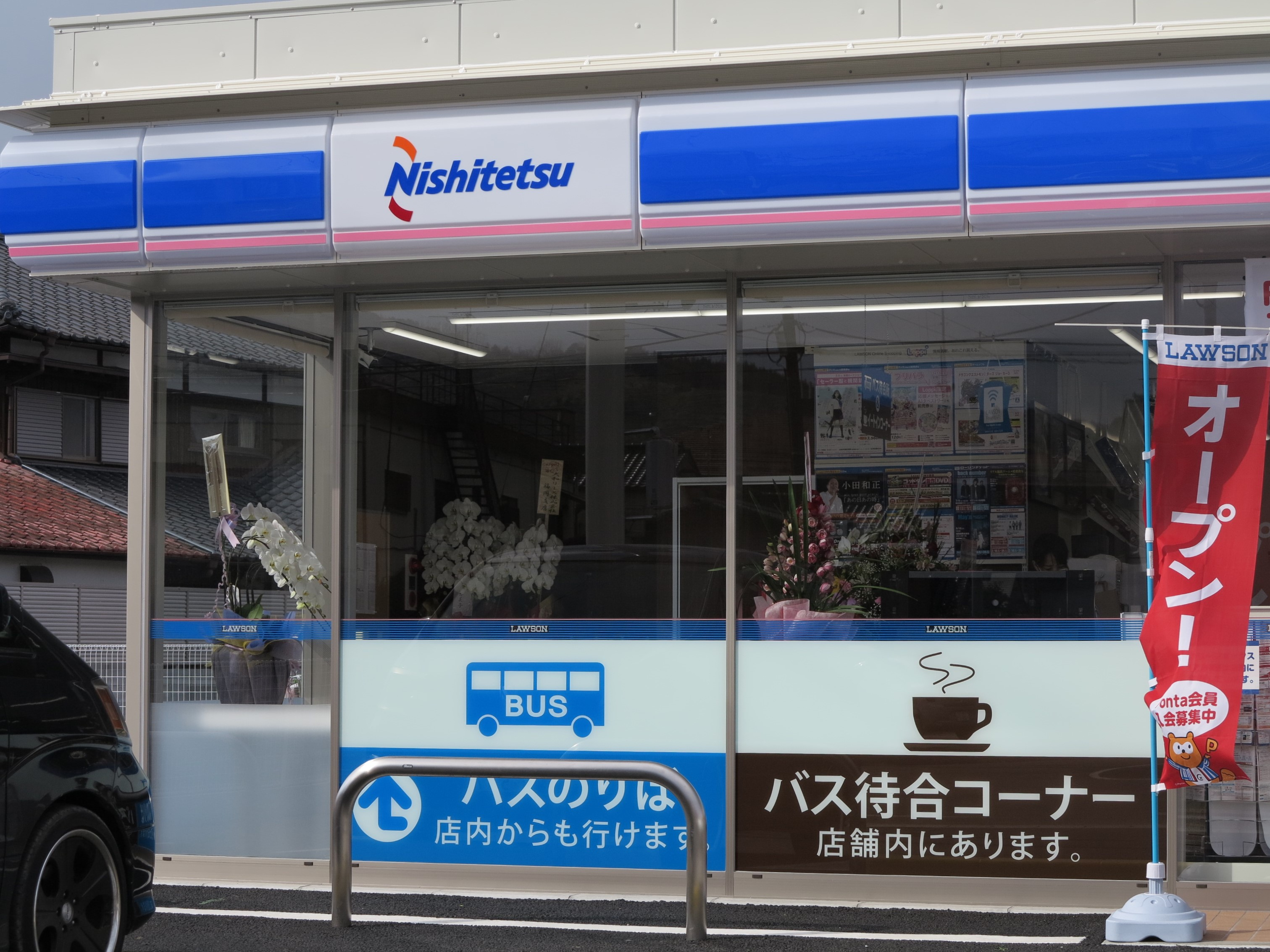
敷地内のローソンには西鉄のロゴが付される

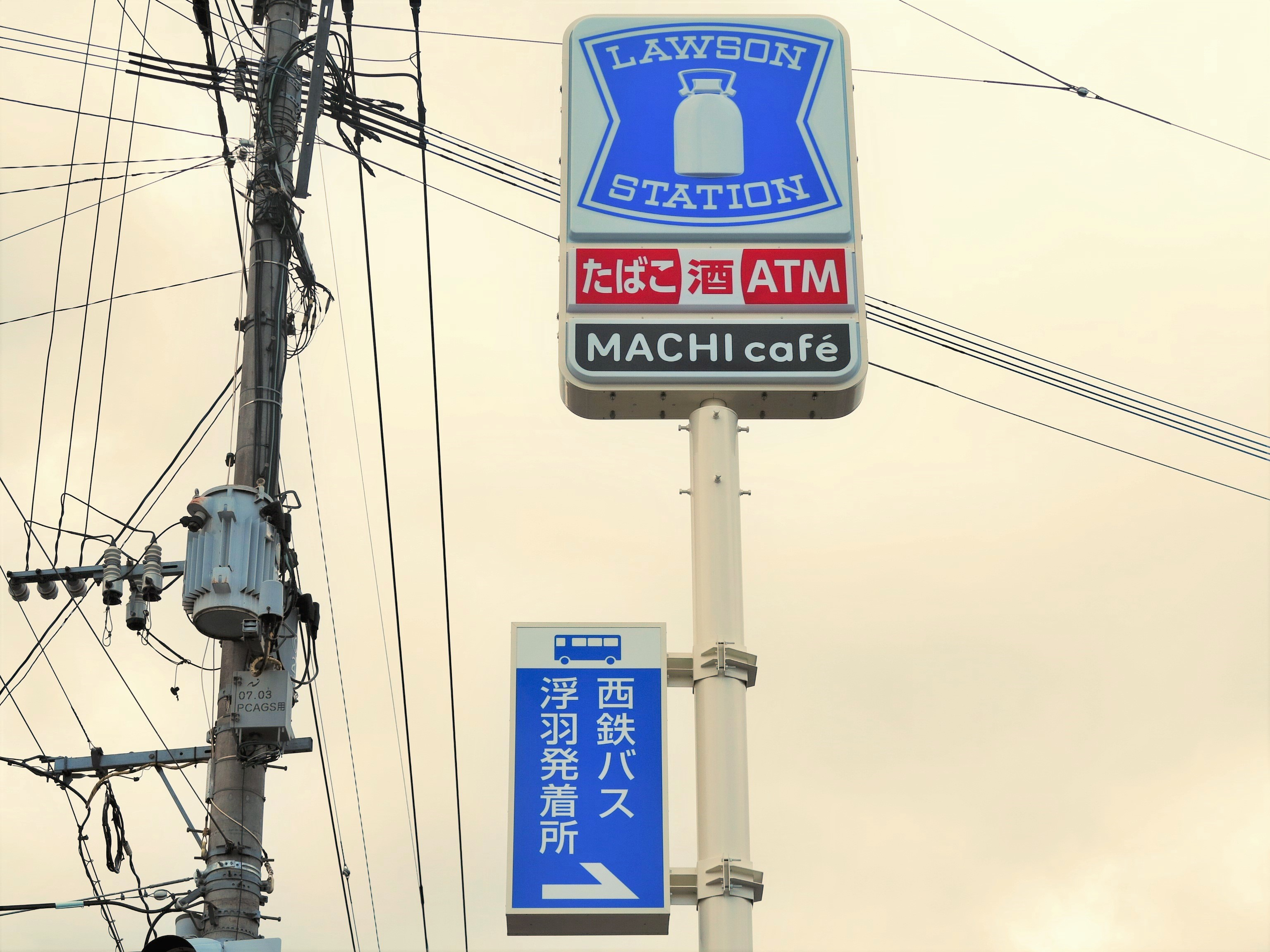
店舗サインにもバスのりばの案内がある

敷地の南半分をローソン西鉄バス浮羽発着所店が占める。建物の北側に乗車口が設置されており、店舗内の軽食スペースが待合所となっている。店舗駐車場の東側にバスの進入路があり、北半分はバスの転回スペースと2台分の待機所がある。

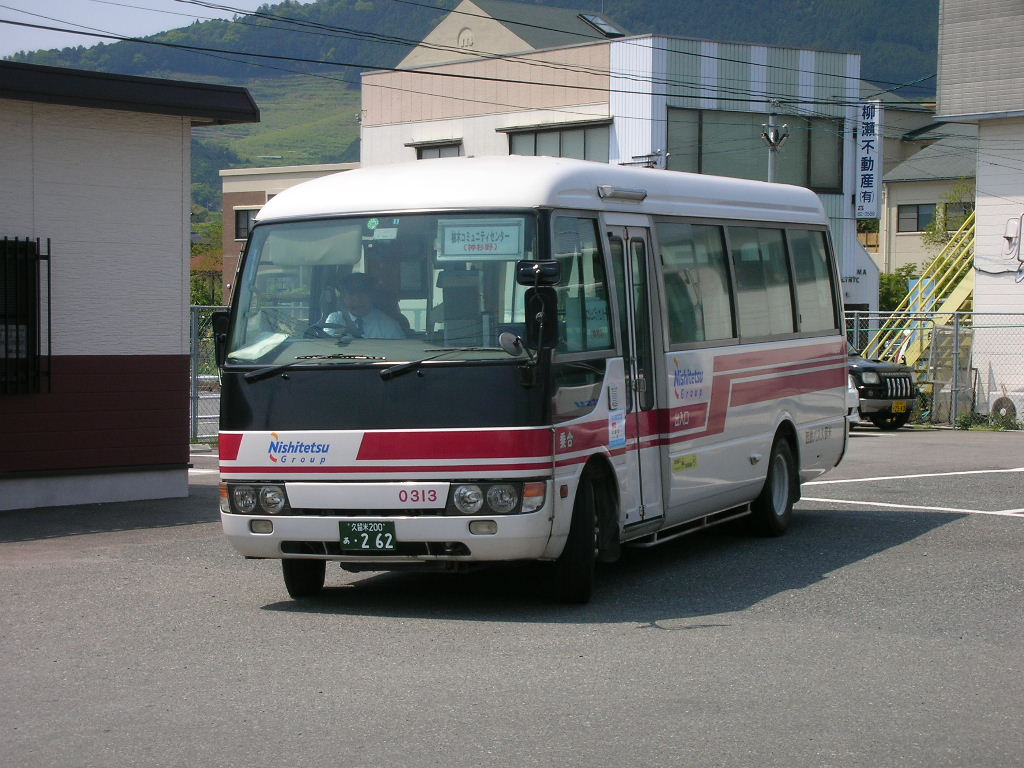
浮羽支線

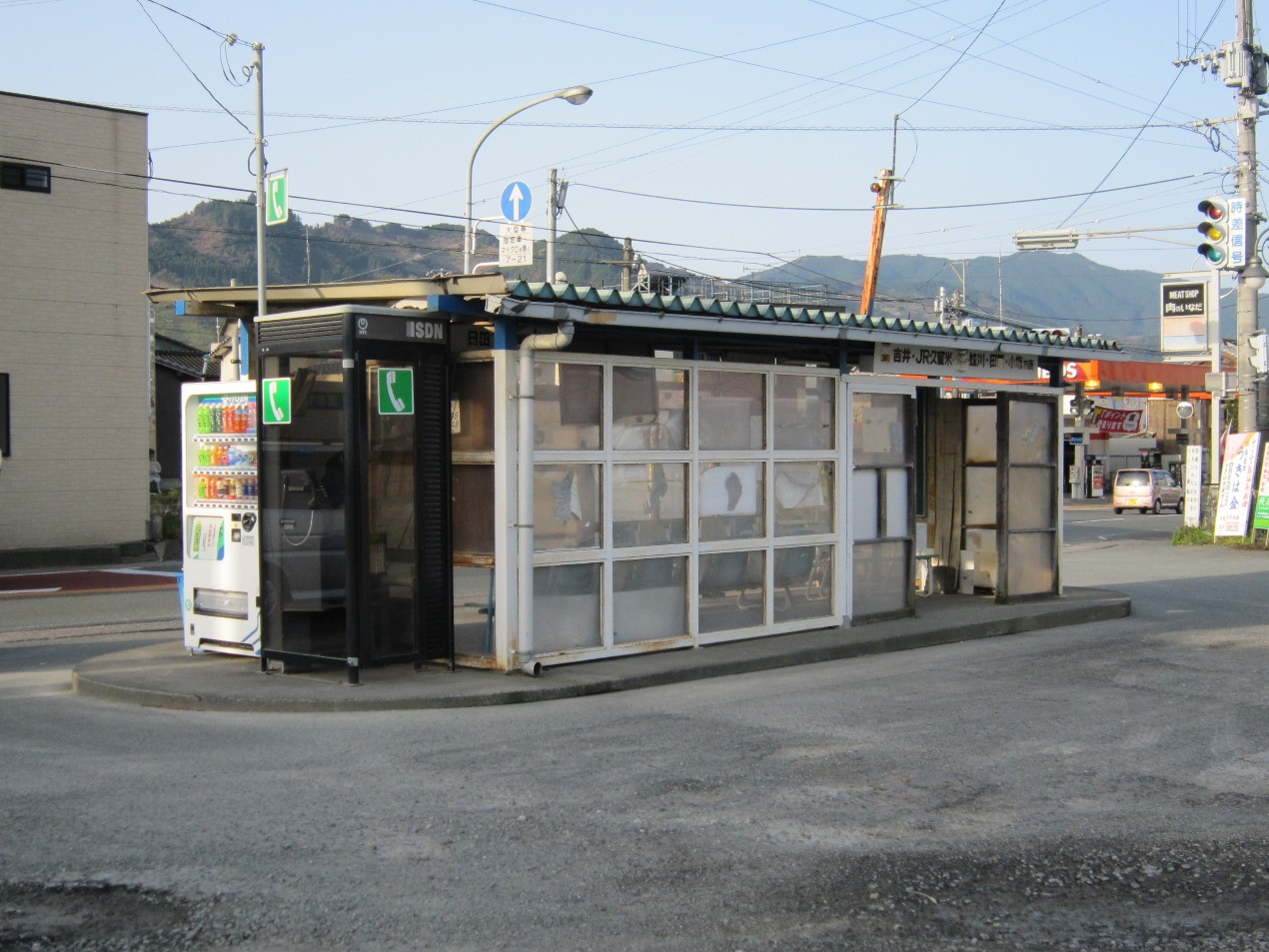
旧待合所

2016年以前は、舗装されていない砂利敷きの土地の中にガラス張りの小ぶりの待合所が存在しており、車両の転回・留置が可能な構造となっていた。待合所の中には時刻表とベンチ、広報掲示板が設置され、待合所の建物の外に飲料自動販売機と公衆電話、そして土地の端のほうに便所が設置されていたが、運転手用の休憩所は設置されていなかった。また、乗車口は北側と南側に一つずつ設置され、バスはそれに横付けするように停車していた。

## 利用可能な路線
久留米～吉井線
- [20]：浮羽発着所→吉井営業所→田主丸中央→善導寺→西鉄久留米→久留米市役所→JR久留米駅
- [24]：浮羽発着所→吉井営業所→田主丸中央→善導寺→西鉄久留米→久留米市役所→大学病院

朝は快速便も運行される。

## 隣の停留所
西鉄バス久留米・吉井支社
■吉井～久留米線（20）・大学病院線（24）
浮羽発着所 - 中千足

## 周辺
- 国道210号
- うきは駅 - 実際は隣の中千足停留所が最も近い。
- うきは市役所浮羽庁舎